# Oostmalle Air Base
Oostmalle Air Base är en flygplats i Belgien.   Den ligger i provinsen Antwerpen och regionen Flandern, i den norra delen av landet, 50 km nordost om huvudstaden Bryssel. Oostmalle Air Base ligger 18 meter över havet.
Terrängen runt Oostmalle Air Base är mycket platt. Runt Oostmalle Air Base är det tätbefolkat, med 276 invånare per kvadratkilometer.. Närmaste större samhälle är Turnhout, 14,8 km öster om Oostmalle Air Base. 
I omgivningarna runt Oostmalle Air Base växer i huvudsak blandskog.